# Waucoma
Waucoma és una població dels Estats Units a l'estat d'Iowa. Segons el cens del 2000 tenia 299 habitants.

## Demografia
Segons el cens del 2000, Waucoma tenia 299 habitants, 138 habitatges, i 76 famílies. La densitat de població era de 268,5 habitants/km².
Dels 138 habitatges en un 23,9% hi vivien nens de menys de 18 anys, en un 50% hi vivien parelles casades, en un 4,3% dones solteres, i en un 44,9% no eren unitats familiars. En el 39,1% dels habitatges hi vivien persones soles el 21,7% de les quals corresponia a persones de 65 anys o més que vivien soles. El nombre mitjà de persones vivint en cada habitatge era de 2,17 i el nombre mitjà de persones que vivien en cada família era de 2,97.
Per edats la població es repartia de la següent manera: un 22,7% tenia menys de 18 anys, un 7,4% entre 18 i 24, un 24,7% entre 25 i 44, un 24,4% de 45 a 60 i un 20,7% 65 anys o més.
L'edat mediana era de 42 anys. Per cada 100 dones de 18 o més anys hi havia 87,8 homes.
La renda mediana per habitatge era de 22.500 $ i la renda mediana per família de 33.250 $. Els homes tenien una renda mediana de 22.125 $ mentre que les dones 20.417 $. La renda per capita de la població era de 14.323 $. Entorn del 5,5% de les famílies i el 15,5% de la població estaven per davall del llindar de pobresa.

## Poblacions més properes
El següent diagrama mostra les poblacions més properes.